# Acori
Acori (em armênio: Աքորի; romaniz.: Ak’ori) é uma aldeia do município de Alaverdi, na província de Lorri, na Armênia. Segundo o censo de 2011, havia 2 065 habitantes.

## História
A etimologia do nome Acori é incerta, mas se especula que derive de "estábulo", o que implica que era uma estalagem e "manjedoura" para cavalos recém-chegados. Parte de seus moradores são originários de Tiblíssi, na Geórgia, e da aldeia de Haidarbegue, em Estepanavã. Em 1897, 1926, 1939, 1959, 1970 e 1979, respectivamente, contava com 824, 1 169, 1 816, 1 701, 2 309 e 2 235 habitantes. No interior da aldeia há uma igreja. No lado leste, a 4-4,5 quilômetros de distância, há outra igreja dedicada a São Jorge (Surb Gevorg). Também estão presentes na área a capela de Bedavor / Begavor e um cemitério.

## Geografia
Nos tempos da República Socialista Soviética da Armênia, fez parte do distrito (raion) de Borchalu e então de Tumaniã. Hoje faz parte do município de Alaverdi. Está localizada sobre um planalto de um a dois quilômetros a leste da cidade de Alaverdi, no sopé do monte Lalvar, na rodovia Alaverdi-Quirovacã. As residências estão dispostas num padrão xadrez e possuem pequenas hortas nos quintais. Recebe água potável do centro de abastecimento de Alaverdi. Seus habitantes subsistem de agricultura, pecuária, fruticultura e viticultura. Em termos de infraestrutura, possui duas escolas secundárias, um centro médico uma maternidade, um jardim de infância, uma creche, um clube, uma biblioteca, um pequeno cinema, uma rede telefônica e uma estação de gado.